# Брюэр, Альберт
Альберт Престон Брюэр (англ. Albert Preston Brewer; 26 октября 1928, Бетел-Спрингс, Теннесси — 2 января 2017, Бирмингем, Алабама) — американский политик, 47-й губернатор Алабамы (1968—1971), 21-й вице-губернатор Алабамы (1967—1968).

## Биография
Альберт Брюэр родился 26 октября 1928 года в Бетел-Спрингс (штат Теннесси) в семье Дэниела Остина Брюэра (Daniel Austin Brewer) и Клары Ярбер Брюэр (Clara Yarber Brewer). В 1935 году их семья переехала в город Декейтер, расположенный в округе Морган штата Алабама. Окончил местную школу, а в 1946 году поступил в Алабамский университет в Таскалусе, где изучал историю и политику. Сначала он получил степень бакалавра, а после окончания в 1952 году школы права Алабамского университета получил квалификацию юриста.

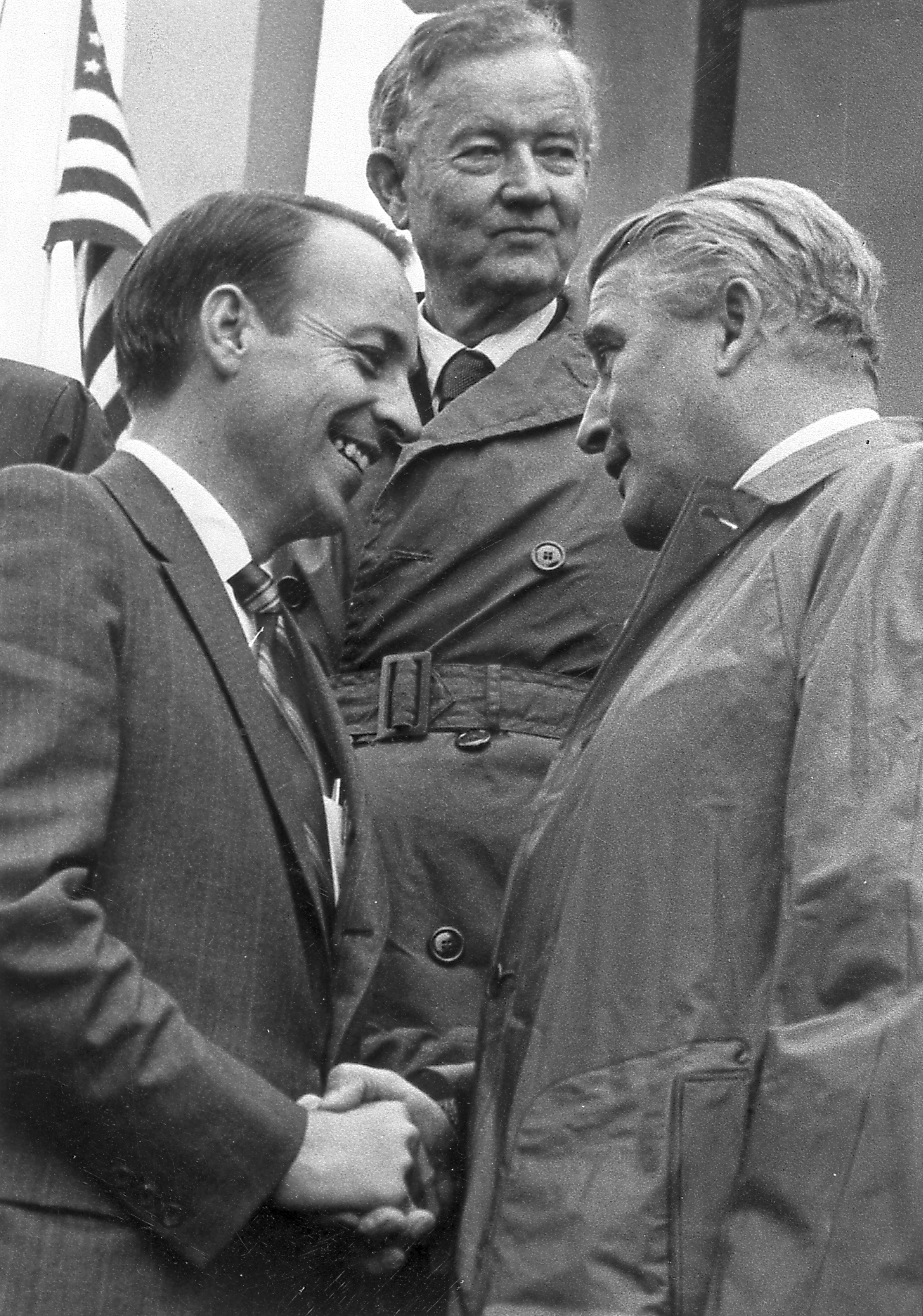
Губернатор Альберт Брюэр (слева), конструктор ракетной техники Вернер фон Браун (справа) и сенатор США от Алабамы Джон Спаркмен (1970 год)

После этого Брюэр вернулся в Декейтер и занялся юридической практикой. Он женился на Марте Фармер (Martha Farmer), впоследствии у них родились две дочери. В 1954 году, после выхода в отставку представителя округа Морган в легислатуре штата, Брюэр участвовал в выборах и в 1955 году стал членом Палаты представителей Алабамы. Впоследствии, в 1958 и 1962 годах, он был дважды переизбран на этот пост, на котором в общей сложности он проработал три срока. В 1963 году он был избран спикером Палаты представителей штата, став одним из самых молодых спикеров за всю историю Алабамы.
В 1966 году проходили выборы губернатора Алабамы, в которых участвовала Лерлин Уоллес, жена завершающего свой губернаторский срок Джорджа Уоллеса (согласно конституции штата, сам Джордж Уоллес не мог избираться на повторный срок), а на должность вице-губернатора штата претендовал Брюэр. Демократы Лерлин Уоллес и Альберт Брюэр одержали победу на выборах, и, таким образом, в январе 1967 года Брюэр вступил в должность вице-губернатора Алабамы.
Когда 7 мая 1968 года Лерлин Уоллес скончалась от рака, согласно конституции штата, должность губернатора занял Альберт Брюэр, проработав в этом качестве до окончания срока своей предшественницы — до января 1971 года. В 1969 году, во время пребывания на посту губернатора, ему удалось добиться одобрения легислатурой пакета документов, связанных с реформой образования. Эта реформа рассматривается как одна из наиболее успешных в истории штата. Кроме этого, Брюэр сделал ряд шагов, направленных на снижение межрасовой напряжённости в штате, а также осуществил ряд мер по сокращению расходов правительства штата.
В 1970 году Альберт Брюэр принял участие в кампании по выборам губернатора Алабамы на следующий срок. В номинации среди кандидатов от демократической партии ему противостоял бывший губернатор Джордж Уоллес, который, после перерыва, опять получил право баллотироваться на этот пост. В первом туре внутрипартийных выборов (праймериз) у демократов больше всех голосов набрал Брюэр, но его преимущества было недостаточно, чтобы победить Уоллеса в первом туре. Во втором туре, где оставалось только два кандидата, победил Уоллес, который впоследствии одержал победу на выборах губернатора, заняв этот пост в январе 1971 года. Впоследствии выборную кампанию Уоллеса, в которой широко использовались высказывания расистского характера, поддельные фотографии, а также вброс не соответствующей действительности информации о Брюэре и членах его семьи, называли одной из самых «грязных» в истории США.
После этого Брюэр вернулся к юридической практике, сначала, до 1979 года, в Монтгомери, а затем в Декейтере. С 1987 года он был профессором школы права Самфордского университета, где он преподавал в течение двух десятилетий. Альберт Брюэр скончался 2 января 2017 года в Бирмингеме (штат Алабама).

## Память
Имя Альберта Брюэра носит одна из школ округа Морган — Albert P. Brewer High School, расположенная в городе Сомервилл.